# Kameník (přírodní památka)
Kameník je přírodní památka, která se rozkládá v oblasti Staré obory u Hluboké nad Vltavou v katastrálních územích Hluboká nad Vltavou a Olešník v okrese České Budějovice, a to  od vrcholu Velký Kameník přes Malý Kameník až ke Zlatěšovickému rybníku, kde tvoří výběžek k levému břehu Vltavy. Předmětem ochrany je zejména populace vzácného mechu dvouhrotce zeleného a dále čtyř druhů brouků, kterými jsou kriticky ohrožený kovařík fialový (Limoniscus violaceus), kriticky ohrožený páchník hnědý (Osmoderma barnabita), ohrožený roháč obecný (Lucanus cervus), kriticky ohrožený rýhovec pralesní (Rhysodes sulcatus) a jejich biotopy.
Území přírodní památky Kameník včetně jejího ochranného pásma bylo zařazeno nařízením vlády  318/2013  Sb.,  kterým  se  stanoví  národní  seznam  evropsky  významných  lokalit,  ve znění pozdějších předpisů, ze dne 21. srpna 2013 mezi evropsky významné lokality Natura 2000 (EVL), tvoří část EVL s názvem Hlubocké obory.
Chráněné území spravuje Krajský úřad Jihočeského kraje, lokalita je pro veřejnost nepřístupná.